# Kelly Slater
Robert Kelly Slater (Cocoa Beach, 11 de Fevereiro de 1972) é um ex-surfista estadunidense profissional, considerado um dos melhores da história deste esporte.

## Biografia e carreira
Começou a competir no ano 1978, quando tinha seis anos de idade, no Salick Brothers Surf Contest, que venceu. Slater é unodecacampeão mundial de surfe, e competiu nos X-Games de 2003 e 2004. Kelly Slater deu início a uma nova era do surf de alto desempenho a partir dos anos 1990. Em 1991 tornou-se o campeão mundial mais jovem de sempre, com apenas 20 anos. Seu período de maior hegemonia aconteceu entre 1994 e 1998,  quando ganhou cinco títulos seguidos, surfando em um nível muito acima do de seus adversários. Depois de superar o recorde anterior de quatro títulos consecutivos de Mark Richards, Kelly Slater chegou a se aposentar em 1999, mas o período longe de competições durou pouco. Ele ganhou sua quinta coroa no "Pipe Masters" e o evento do CT no Taiti durante a fase em que apenas “se divertia” em competições, enquanto se mantinha ocupado com projetos de filmes, músicas e negócios. Entretanto, depois que Andy Irons, Mick Fanning e Joel Parkinson surgiram como uma nova e talentosa geração no WCT, Kelly Slater decidiu voltar a competir para valer. Ele voltou ao circuito em tempo integral em 2002 e, nos cinco anos seguintes, enfrentou seu rival mais difícil: Andy Irons. O havaiano o venceu por três anos seguidos. Slater finalmente recuperou o título em 2005 e repetiu em 2006, encerrando a sequência vitoriosa de Irons. Foi campeão em 2008, 2010 e seu último título Mundial foi em 2011, com o que tornou-se o campeão mundial mais velho na história do surf profissional aos 39 anos.
Slater acompanhou a evolução e as mudanças do esporte durante duas décadas, inspirando surfistas de duas gerações, sendo considerado por muitos como o maior surfista de todos os tempos. Detentor quase todos os principais recordes importantes do esporte, incluindo 11 títulos mundiais, 56 vitórias na carreira. Kelly Slater também será lembrado pela tecnologia de piscinas de ondas que ele e sua equipe de engenheiros da Kelly Slater Wave Co. colocaram em prática em 2015. Segundo a própria WSL, a tecnologia tem o potencial de revolucionar o surf por gerações.
Primeiros anos: Kelly Slater começou a surfar aos 5 anos, em Cocoa Beach, na Flórida, onde nasceu. Aos 10 anos, ele já ganhava eventos para surfistas com menos de 12 anos.  
Em 1984, Slater ganhou o primeiro título no campeonato dos Estados Unidos. Dois anos depois, terminou em terceiro na divisão júnior no campeonato mundial de amadores na Inglaterra. No ano seguinte, venceu o campeonato júnior da Copa do Pacífico na Austrália. O maior surfista de todos os tempos se tornou profissional em 1990. Nos dois primeiros anos no Circuito Mundial, terminou em 90º e 43º no ranking mundial. Em 1992, ele garantiu o pódio em três das cinco primeiras etapas, antes de ganhar seu primeiro evento no WCT: o Rip Curl Pro, na França.
A vitória no Pipeline Masters daquele ano no Havaí garantiu o primeiro título mundial de Kelly Slater. Aos 20 anos, ele se tornou o mais jovem campeão mundial de surf de todos os tempos.

## Estatísticas e marcas significativas
- Recordista de vitórias na carreira: 57
- Recordista de vitórias no WCT: 56
- Vitórias na mesma temporada: 7
- Recordista de Títulos Mundiais: 11 (1992, 1994, 1995, 1996, 1997, 1998, 2005, 2006, 2008, 2010, 2011)
- Recordista de Títulos Mundiais consecutivos: 5
- Recordista de vitórias no Pipe Masters:  8 (1992, 1994, 1995, 1996, 1999, 2008, 2013 e 2022)
- Recordista de vitórias consecutivas no Pipe Masters: 3 (1994-1996)
- Título Mundial por antecipação: campeão na 9ª das 11 etapas (em Mundaka em 2008)
- Campeão Mundial mais jovem da história: 20 anos (1992)
- Campeão Mundial mais velho da história: 39 anos (2011)
- Vencedor mais velho de uma etapa: 49 anos (em Billabong Pro Pipeline em 5 Fevereiro de 2022)
- 2 vezes fez a maior pontuação em uma bateria: 20 pontos de 20 possíveis (na final no Taiti em 2005; quartas de final no Volcom Fiji em 2013; Round 5 no Billabong Pro Tahiti em 2016)

Antes da sua 34ª vitória no WCT (Boost Mobile Pro em Lower Trestles, Califórnia numa final contra Pancho Sullivan em 2007), Slater dividia a primeira posição dos maiores vencedores de WCT com Tom Curren (ambos com 33 vitórias).

## Vitórias em competições
- WSL *

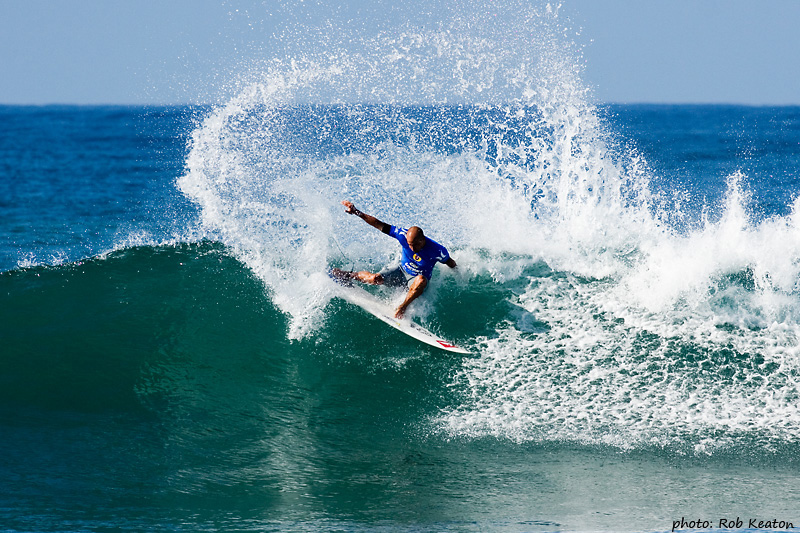
Kelly Slater surfando em 2006 pelo Boost Mobile Pro na California.

- Billabong Pro Pipeline (Oahu, Hawaii);
2016
- WSL *

- Billabong Pro Tahiti (Teahupoo, Tahiti);
- WQS *

- Volcom Pipe Pro (Pipeline/Oahu, Havai);
2013
- WCT *

- Quiksilver Pro Gold Coast (Snapper Rocks/Kirra, Australia);
- Volcom Pro Fiji (Tavarua/Namotu, Fiji);
- Billabong Pro Pipe Masters (Pipeline/Oahu, Havai);
2012
- WCT *

- Volcom Pro Fiji (Tavarua/Namotu, Fiji);
- Hurley Pro Trestles (Trestles, California);
- Quiksilver Pro France (Hossegor, França);
2011
- WCT *

- Quiksilver Pro Gold Coast (Snapper Rocks, Australia);
- Billabong Pro Teahupoo (Teahupoo, Tahiti);
- Hurley Pro Trestles (Trestles, California);
- WQS *

- Nike Pro US Open (Huntington Pier, California);
2010
- WCT *

- Rip Curl Pro (Bells Beach, Victoria - Austrália);
- Hurley Pro (Lower Trestles, San Clemente, CA);
- Rip Curl Pro Portugal (Peniche, Portugal);
- Rip Curl Pro Porto Rico (somewhere in Porto Rico);
2009
- WCT *

- Hang Loose Santa Catarina Pro (Santa Catarina - Brasil);
2008
- WCT *

- Quiksilver Pro (Gold Coast, Queensland - Austrália);
- Rip Curl Pro (Bells Beach, Victoria - Austrália);
- Globe Pro (Tavarua/Namotu, Mamanuca Islands - Ilhas Fiji);
- Billabong Pro (Jeffrey's Bay, Eastern Cape - África do Sul);
- Boost Mobile Pro (Lower Trestles, Califórnia - EUA);
- Billabong Pipeline Masters (Pipeline Beach, Oahu - Havaí);
2007
- WCT *

- Boost Mobile Pro (Lower Trestles, Califórnia - EUA);
2006
- WCT *

- Quiksilver Pro (Gold Coast, Queensland - Austrália);
- Rip Curl Pro (Bells Beach, Victoria - Austrália);
2005
- WCT *

- Billabong Pro (Teahupoo, Taiarapu - Tahiti);
- Globe Pro (Tavarua/Namotu, Mamanuca Islands - Ilhas Fiji);
- Billabong Pro (Jeffrey's Bay, Eastern Cape - África do Sul);
- Boost Mobile Pro (Lower Trestles, Califórnia - EUA);
2004
- WQS *

- Snickers Australian Open (Maroubra/Sydney, New South Wales - Austrália);
- Energy Australia Open (Newcastle, New South Wales - Austrália);
2003
- WCT *

- Billabong Pro (Teahupoo, Taiarapu - Tahiti);
- Billabong Pro (Jeffrey's Bay, Eastern Cape - África do Sul);
- Billabong Pro (Mundaka, Euskadi - Espanha);
- Nova Schin Festival WCT (Florianópolis, Santa Catarina - Brasil);
2002
- Evento Especial *

- The Quiksilver in Memory of Eddie Aikau (Waimea Bay, Oahu - Havaí);
2000
- WCT *

- Gotcha Tahiti Pro pres. by Globe (Teahupoo, Taiarapu - Tahiti);
1999
- WCT *

- Mountain Dew Pipe Masters (Pipeline Beach, Oahu - Havaí);
1998
- WCT *

- Billabong Pro (Gold Coast, Queensland - Austrália);
- Evento Especial *

- G-Shock Triple Crown of Surfing (North Shore, Oahu - Havaí);
1997
- WCT *

- Coke Surf Classic (North Narrabeen, New South Wales - Austrália);
- Billabong Pro (Gold Coast, Queensland - Austrália);
- Tokushima Pro (Ikumi Beach, Tokushima - Japão);
- Marui Pro (Torami Beach, Chiba - Japão);
- Kaiser Summer Surf WCT (Praia da Barra, Rio de Janeiro - Brasil);
- Eventos Especiais *

- Grand Slam (Queensland, West Australia, New South Wales, Victoria - Austrália);
- Typhoon Lagoon Surf Challenge (Orlando, Flórida - EUA);
1996
- WCT *

- Coke Surf Classic (Mobile Event, New South Wales - Austrália);
- Rip Curl Pro Saint Leu (Saint Leu - Ilhas Reunião);
- CSI pres. Billabong Pro (Jeffrey's Bay, Eastern Cape - África do Sul);
- U.S. Open (Huntington Beach, Califórnia - EUA);
- Rip Curl Pro (Hossegor, Landes - França);
- Quiksilver Surfmasters (Biarritz, Pyrénées Atlantiques - França);
- Chiemsee Pipe Masters (Pipeline Beach, Oahu - Havaí);
- Eventos Especiais *

- Sud Ouest Trophée (Lacanau, Hossegor - França);
- Da Hui Backdoor Shootout (Havaí);
1995
- WCT *

- Quiksilver Pro (G-Land, East Java - Indonésia);
- Chiemsee Pipe Masters (Pipeline Beach, Oahu - Havaí);
- Evento Especial *

- G-Shock Triple Crown of Surfing (North Shore, Oahu - Havaí);
1994
- WCT *

- Rip Curl Pro (Bells Beach, Victoria - Austrália);
- Gotcha Lacanau Pro (Lacanau, Gironde - França);
- Chiemsee Pipe Masters (Pipeline Beach, Oahu - Havaí);
- WQS *

- The Bud Surf Tour (Seaside Reff, Califórnia - EUA);
- The Bud Surf Tour (Huntington Beach, Califórnia - EUA);
- Evento Especial *

- Sud Ouest Trophée (Lacanau, Hossegor - França);
1993
- WCT *

- Marui Pro (Herbara Beach, Chiba - Japão);
1992
- WCT *

- Rip Curl Pro Landes (Hossegor, Landes - França);
- Marui Masters (Pipeline Beach, Oahu - Havaí);
1990
- WQS *

- Body Glove Surfbout (Lower Trestles, Califórnia - EUA);